# Kepler-22b
Kepler-22b er en exoplanet, hvis opdagelse blev officielt annonceret 5. december 2011. Exoplaneten blev opdaget af rumteleskopet Kepler, som blev opsendt i marts 2009. Kepler-22b befinder sig i stjernebilledet Svanen, ca. 600 lysår fra Jorden.
Exoplaneten er ifølge observationerne beliggende i den beboelige zone, og har derfor muligvis gode betingelser for liv. Kepler-22b er i omløb af en G-stjerne (Kepler 22), der er den stjernetype som også Solen tilhører. Kepler-22b's stjerne er dog lidt mindre og lidt mindre lysstærk end Solen. Kepler-22b's omløbstid er 290 dage. 
Kepler-22b har en radius på 2,4 gange Jorden. Det er ikke ved opdagelsen af exoplaneten klart, hvad den består af, og det vides derfor ikke, om der er tale om en jordlignende planet, en klippeplanet (terrestrisk planet) eller en gasplanet. Placeringen i den beboelige zone omkring en stjerne, der har lighedspunkter med vort solsystems Sol indebærer mulighed for, at der er flydende vand på planeten, og at der derfor kan være mulighed for liv på planeten. 